# Edoardo Magri
Edoardo Magri (Sliema, 22 settembre 1908 – 14 ottobre 1998) è stato un pallanuotista maltese.
Ha fatto parte di Malta, che ha partecipato ai Giochi di Amsterdam 1928.
Ha giocato due partite durante questo torneo, rispettivamente contro Lussemburgo e Stati Uniti, riuscendo a segnare 1 gol.